# 薩瓦亞

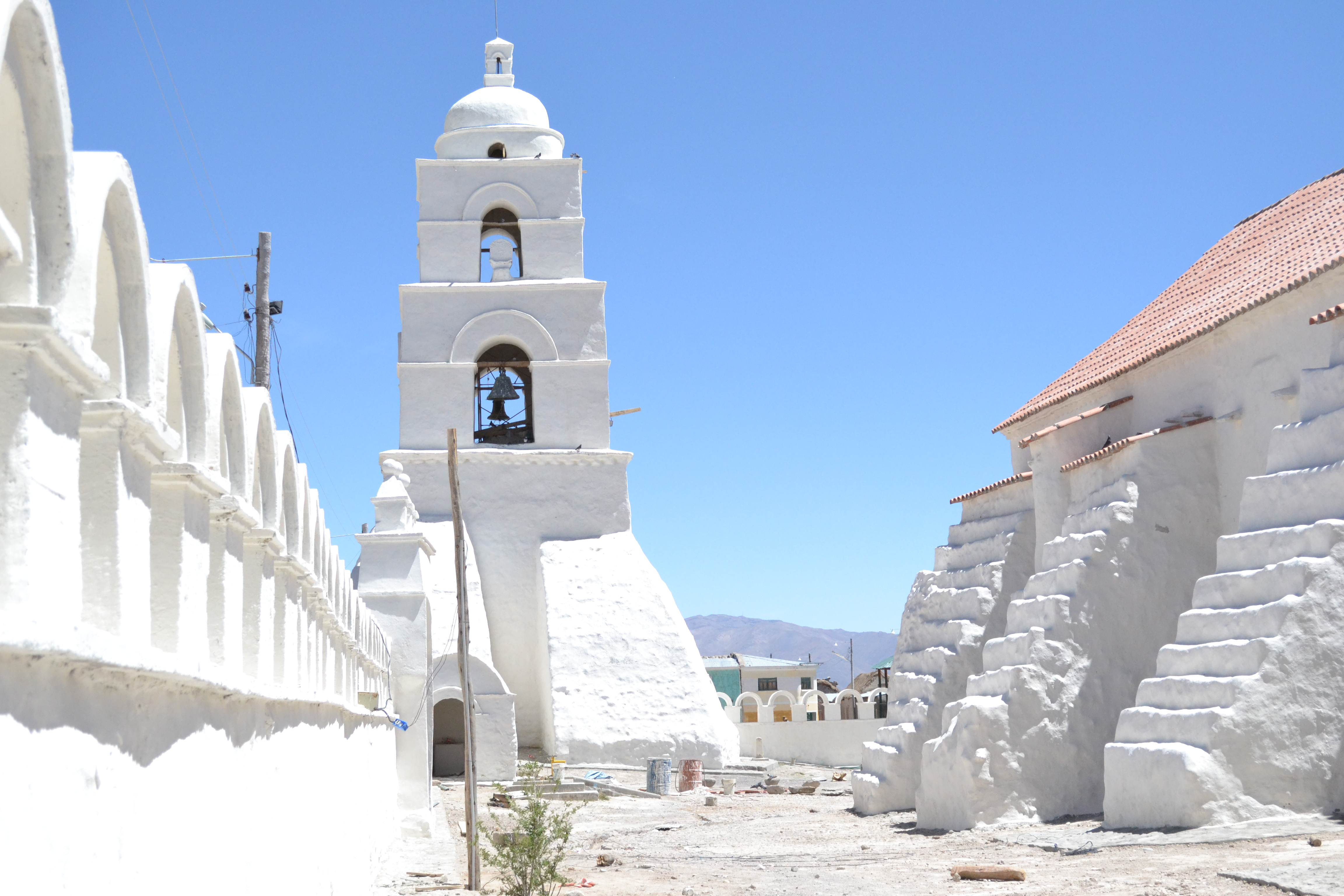
教堂

薩瓦亞（西班牙語：Sabaya），是玻利維亞西部奧魯羅省萨瓦亚县的市鎮及该市镇内的同名城镇，为萨瓦亚县的县府所在地。處於奧魯羅西南面200公里，距離塔塔薩巴亞火山20公里，海拔高度3,698米，2001年人口573。